# Бертт Дэйви, Джозеф
Джозеф Бертт Дэйви (англ. Joseph Burtt Davy, 7 марта 1870 — 20 августа 1940) — британский ботаник и квакер.

## Биография
Джозеф Бертт Дэйви родился 7 марта 1870 года.
Он был первым куратором Forest Herbarium в Императорском лесном институте. Деятельность Джозефа Бертта Дэйви привела непосредственно к основанию Подразделения Ботаники. Позже оно стало Ботаническим Научно-исследовательским институтом, а затем Национальным Ботаническим Институтом в 1989 году, когда он объединился с Национальным ботаническим садом. Он был переименован в Южно-Африканский национальный институт биоразнообразия (англ. South African National Biodiversity Institute — SANBI).
Джозеф Бертт Дэйви умер в городе Бирмингем 20 августа 1940 года.

## Научная деятельность
Джозеф Бертт Дэйви специализировался на семенных растениях.

## Научные работы
- Vernacular and Botanical Names of some South African Plants — Burtt Davy, Transvaal Agricultural Journal, April 1904[3].
- Ferns of the Transvaal — Burtt Davy & V. G. Crawley, Report of the SA Association for the Advancement of Science, 1909[4].
- A First Checklist of Flowering Plants and Ferns of the Transvaal and Swaziland — Burtt Davy & Mrs R. Leendertz Pott, Annals of the Tvl. Museum, 1912[5].
- Maize: its History, Cultivation, Handling and Uses with Special Reference to South Africa — Burtt Davy, London, 1914[6].
- A Manual of the Flowering Plants and Ferns of the Transvaal with Swaziland — Burtt Davy: Longmans, Green & Co., 1932[7].
- Forest Trees and Timbers of the British Empire.

## Почести
Род растений Burttdavya был назван в его честь.